# مجد ماردو
مجد ماردو بالأحرف اللاتينية Majd Mardo (المولود في حلب، سوريا في 1 حزيران (يونيو) 1989) هو ممثل مسرحي وتلفزيوني وسينمائي سوري هولندي ومنتج مسرحي ووثائقي.

## حياته
ماردو هاجر إلى هولندا مع والديه وإخوته. وبعد قضاء سنة ونصف في مخيمات طالبي اللجوء، أقامت العائلة في مدينة خرونينغن الهولندية، حيث تابع ماردو علومه في مدرسة Noorderpoort ومن ثم ابتداء من 2009 في الأكاديمية المسرحية في ماستريخت متخرجا بدبلوم عام 2013. وأسس مع زميله Steef de Bot «جمعية إيكاروس» لأقلمة الأطفال الوافدين إلى هولندا حديثا عبر التمثيل على خشبة المسرح وأمام الكاميرات.
وابتداء من 2014، لعب أدوارا بارزة على المسرح مثل "Nobody Home" مع المخرج Daria Bukvić الذي ضم العديد من المهاجرين في أدوار رئيسية، ومع ذات المخرج عام 2016 في مسرحية «جهاد». ومن ثم مع فرقة De Toneelmakerij في مسرحبات «جمال» و«ماكبث» (لوليم شكسبير) ومع Nederlandse Reisopera في The News وفي Het Nationale Theater مسرحية Polleke ومع Toneelgroep Oostpool في مسرحية Kinderen van Judas. ومنذ موسم 2018 - 2019، انضم ماردو بشكل دائم إلى فرقة Toneelgroep Amsterdam المسرحية[  ومثل في العمل المسرحي Een klein leven.
وكان لماردو أدوارا تمثيلية على التلفزيون الهولندي في Overspel و Nachtoord en Kamp Holland. كما لعب دور لاجئ سوري في الفيلم التلفزيوني Jungle مع زميل له هو جورج طوبال. ولمع في دور رئيسي في فيلم صدر عام 2018 بعنوان Gewoon vrienden بالهولندية، ومعروف عالميا بالعنوان الإنكليزي Just Friends يحكي عن صداقة وعلاقة مثلية بين شاب سوري وشاب هولندي للمخرجة Ellen Smit حيث يلعب مجد ماردو دور شاب سوري مهاجر إسمه Yad (بالعربية جاد موسى) يقع في غرام شاب هولندي حيث يشارك معه في الدور الرئيسي الممثل الشاب Josha Stradowski في دور Joris.
مجد ماردو أعزب ويعيش في أمستردام.

## روابط خارجية
- مجد ماردو على موقع IMDb (الإنجليزية)
- مجد ماردو على موقع قاعدة بيانات الفيلم (الإنجليزية)